# 33910 Lestarge
33910 Lestarge è un asteroide della fascia principale. Scoperto nel 2000, presenta un'orbita caratterizzata da un semiasse maggiore pari a 2,2096397 au e da un'eccentricità di 0,1584696, inclinata di 4,27758° rispetto all'eclittica.